# Mark-Alexander Solf
Mark-Alexander Solf (* 3. März 1981 in Haan) ist ein deutscher Mediziner, Schauspieler und Autor.

## Leben
Solf begann seine Karriere im Alter von 19 Jahren in der Fernsehserie Medicopter 117 – Jedes Leben zählt (RTL) in der Figur des Sven Petzold. Es folgte die Kinoproduktion Die to Live – Das Musikill, in der er die Rolle des John John verkörperte. In den nächsten Jahren hatte er kurze Episodenauftritte in Die Rettungsflieger, Schulmädchen („Pullundermann“) und Unser Charly. 2006 wurde er von Filmregisseur Bernd Fischerauer für die Rolle des Görgl Ostler in der BR/ARD-Produktion Gipfelsturm engagiert, bei der auch Monika Baumgartner, Hans-Michael Rehberg und Konstantin Wecker mitwirkten. Bernd Fischerauer besetzte Solf erneut im Jahr 2008 für seine BR-Produktion Hitler vor Gericht. Solf spielt hier wieder neben Johannes Zirner, der den jungen Adolf Hitler darstellt, den jungen Rudolf Heß zur Zeit des Hitlerputsches 1923.
Neben der Filmkarriere widmet sich Solf dem Theater und der Lyrik. Von 2003 bis 2007 besuchte er die Otto-Falckenberg-Schule in München und hatte bereits während dieser Zeit Gastauftritte an den Münchner Kammerspielen. 
2005 brachte er sein erstes Buch heraus, einen Lyrikband mit dem Titel Schuld im Blut, erschienen im Verlag der Weimarer Schillerpresse. Für sein diesem Buch entnommenes Gedicht Tränen gewann er im Jahr 2005 den Brentano Lyrikwettbewerb und wurde in das Jahrbuch der Lyrik aufgenommen. Ende des Jahres 2007 wurde er von Dieter Dorn als Ensemblemitglied für das Bayerische Staatsschauspiel (Residenztheater) in München engagiert. Hier war er bis 2011 tätig.
Für seine erste Rolle am Staatsschauspiel, den Philinte in Molières Misanthrop unter der Regie von Hans-Joachim Ruckhäberle, wurde er vom Merkur als „vielseitig begabt“ beschrieben.
Von 2014 bis 2015 stand Solf als Kommissar König in der ZDF-Serie Die Rosenheim-Cops vor der Kamera.

## Filmografie
- 2006: Medicopter 117 – Jedes Leben zählt – Spiel mit dem Tod
- 2010, 2014–2015: Die Rosenheim-Cops (15 Folgen)
- 2012: Sturm der Liebe
- 2017: Hubert und Staller – Heiliger Zorn
- 2018: Die Chefin – Glück
- 2020: Laim und der letzte Schuldige[5]
- 2023: Hubert ohne Staller – Dem Himmel ganz Nah[6]

## Schriften
- Schuld im Blut. Weimarer Schiller-Presse, 2005, ISBN 3-86548-185-X.
- Basics – Herzchirurgie. Elsevier Verlag, 2012, ISBN 3437427067
- Psychoherzchirurgie. Springer Verlag, 2016, ISBN 3658164867
- Monolog der Liebe. Songdog Verlag, 2017, ISBN 3950422439
- Über die Gesundheitsphilosophie zum Präsentismus: Das Verständnis von Gesundheit und Krankheit und das Arbeiten trotz Erkrankung. Springer Verlag, 2019, ISBN 3658253878
- Der Herzpatient. Elsevier Verlag, 2022, ISBN 9783437235603